# اونکیو
اونکیو (انگلیسی: Onkyo) شرکت الکترونیک ژاپنی است، که در سال ۱۹۴۶ تأسیس شد.